# كاريل كريتشي
كاريل كريتشي (بالتشيكية: Karel Krejčí)‏ هو لاعب كرة قدم ومدرب كرة قدم تشيكي في مركز الدفاع، ولد في 20 ديسمبر 1968 في كارفينا في جمهورية التشيك. لعب مع فيكتوريا بلزن.

## وصلات خارجية
- كاريل كريتشي على موقع قاعدة بيانات كرة القدم.إي يو (الإنجليزية)
- كاريل كريتشي على موقع عالم كرة القدم.نت (الإنجليزية)